# الأكاديمية بلوفيلد الدولية
الأكاديمية بلوفيلد الدولية هي أكاديمية دولية خاصة تقع في بلوفيلد، الولايات المتحدة.

## الروابط الخارجية
- Gurukulam model school in the US